# Hydroélectricité en Suisse

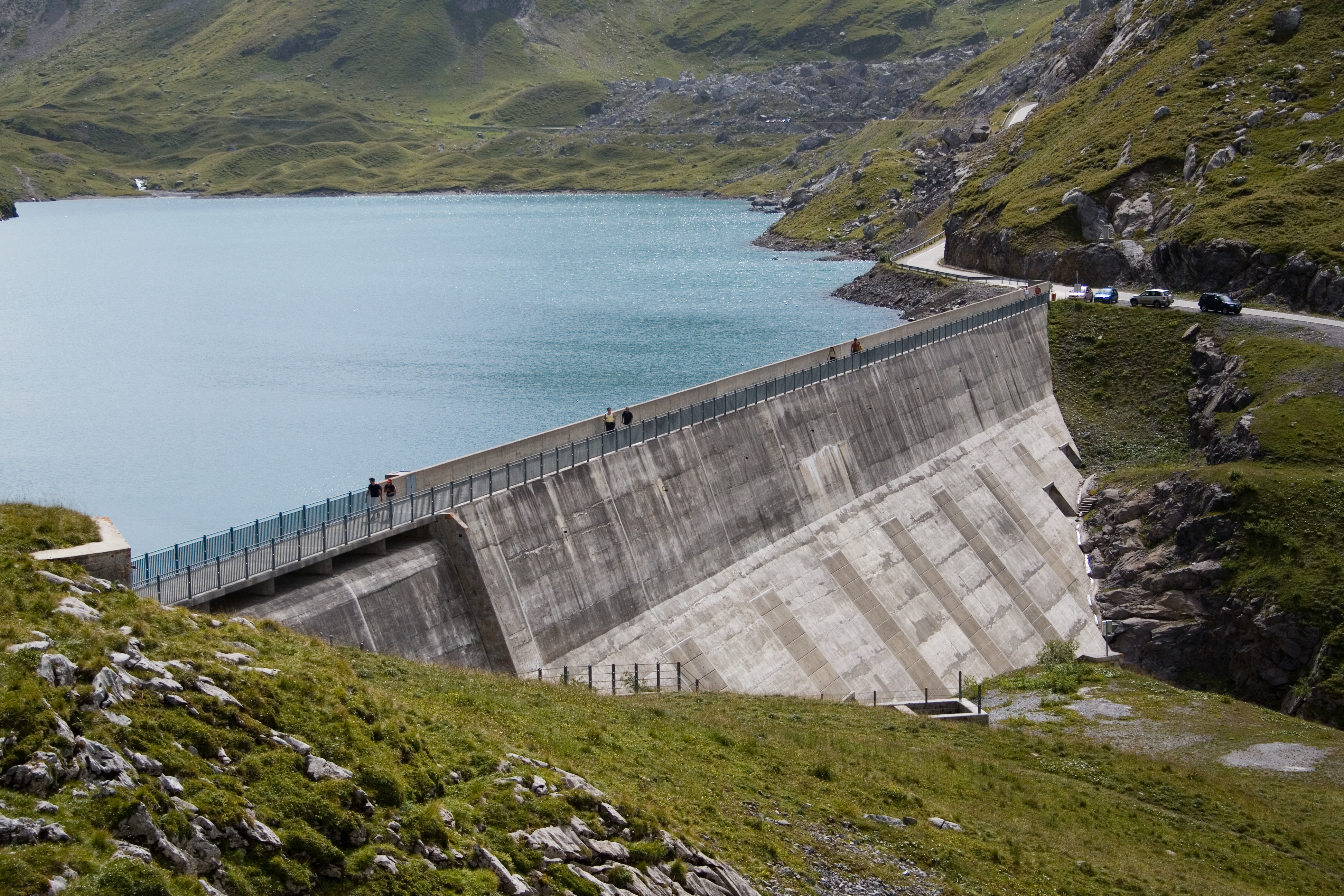
Barrage du Sanetsch dans les Alpes bernoises.

Pour des articles plus généraux, voir Électricité en Suisse et Énergie en Suisse.
Le secteur de l'hydroélectricité en Suisse tient une place de premier plan dans l'énergie en Suisse, grâce au relief montagneux et à la présence de nombreux cours d'eau. L'hydroélectricité a assuré 55,9 % de la production totale d'électricité du pays en 2023.
La Suisse occupe en 2024 le 6e rang européen pour sa production hydroélectrique qui représente 5,4 % du total européen.
La puissance installée des centrales hydroélectriques de la Suisse fin 2024 se place au 6e rang européen, avec 6,7 % du total européen, et au 15e rang mondial ; pour les centrales de pompage-turbinage, la Suisse occupe le 5e rang européen avec 7,2 % du total européen.

## Histoire
Les premiers barrages hydro-électriques suisses datent du XIXe siècle, le barrage de la Maigrauge construit à Fribourg entre 1870 et 1872 est le premier barrage en béton d'Europe ; sa centrale électrique (Oelberg) fut construite en 1910.
La première centrale hydroélectrique suisse (deux turbines de 20 chevaux) a été construite en 1882 à Couvaloup pour alimenter en éclairage l'hôpital cantonal de Lausanne.
Les années 1950 - 1970 ont vu la construction de nombreux grands barrages notamment dans les Alpes.

## Production
L'Energy Institute estime la production des centrales hydroélectriques suisses en 2024 à 44,9 TWh, soit 55,9 % de la production d'électricité du pays. La Suisse se classe au 6e rang en Europe, derrière la Norvège (20 %), la Turquie (10,7 %), la France (10,2 %), la Suède (9,3 %) et l'Italie (7,9 %).
Selon l’International Hydropower Association, la production hydroélectrique de la Suisse s'est élevée à 37 TWh en 2024, soit 0,8 % du total mondial ; en Europe, la Suisse occupe le 7e rang avec 5,4 % du total européen.
| Année | Production (Gwh) | Variation (%) | Part (%) |
| 1990  | 30 981           |               | 55,2 %   |
| 2000  | 38 229           |               | 56,6 %   |
| 2010  | 37 824           |               | 55,8 %   |
| 2020  | 41 022           |               | 57,3 %   |
| 2021  | 39 895           | -2,7 %        | 60,4 %   |
| 2022  | 33 836           | -15,2 %       | 51,5 %   |
| 2023  | 41 187           | +21,7 %       | 55,9 %   |
| 2024  | 44 900           | +9,0 %        | 55,9 %   |

En 2022, la production hydroélectrique de la Suisse représentait 0,8 % du total mondial et se classait au 6e rang européen avec 6,0 % du total européen.
En 2021, la production hydroélectrique suisse représentait 0,9 % du total mondial et se classait au 7e rang européen avec 5,7 % du total européen.
Les centrales hydroélectriques suisses ont produit 33,5 TWh en 2022, en baisse de 15,2 %, soit 52,8 % de la production nette d'électricité du pays et 54,6 % de sa consommation d'électricité, contre 39,5 TWh en 2021 (61,5 % et 63,2 %).
En 2019, la production hydroélectrique suisse représentait 0,9 % du total mondial, au 7e rang européen avec 6,2 % du total européen.
En 2018, la production s'élevait à 37,78 TWh, soit 0,9 % du total mondial, très loin derrière la Chine (1 232,9 TWh) ; en Europe, la Suisse occupait le 6e rang avec 5,9 % du total européen, derrière la Norvège (139,5 TWh), la France (63,1 TWh), la Suède (60,9 TWh), la Turquie (59,75 TWh) et l'Italie (49,28 TWh).
En 2015, les installations hydroélectriques suisses ont produit 39 486 GWh d'électricité, soit 59,9 % de la production totale d'électricité du pays. Cette production était répartie entre les centrales au fil d'eau (42 %) et les centrales à accumulation (58 %).
Les installations hydroélectriques sont aussi consommatrices d'électricité. Le pompage-turbinage consiste à pomper de l'eau en aval pour remplir les barrages d'accumulation situés en amont. En 2015, le pompage a consommé 2 296 GWh, soit 3,5 % de la production d'électricité du pays.
La Suisse possède 604 centrales d'une puissance égale ou supérieure à 300 kW, qui produisent annuellement une moyenne de 36 031 GWh/an d'électricité. Environ 47,6 % sont générés par des centrales au fil de l'eau, 48 % par des centrales à accumulation, et 4,4 % par des centrales à pompage-turbinage. Environ 63 % de la production totale proviennent des cantons alpins (Uri, Grisons, Tessin et Valais), mais les cantons d'Argovie et de Berne fournissent également des quantités considérables d'énergie hydroélectrique. Quant aux centrales internationales situées le long de cours d'eau frontaliers, elles représentent 11 % de la production totale suisse.
La petite hydraulique (centrales de puissance ≤ 10 MW) existe depuis longtemps en Suisse, puisqu'on dénombrait déjà 7 000 petites centrales hydroélectriques au début du XXe siècle. Mais la production de courant à moindre coût dans les grandes centrales a entraîné la mise hors service d'un grand nombre de ces installations. En 2013, la Suisse compte plus de 1 000 petites centrales hydroélectriques, dont la puissance installée est d'environ 760 MW et la production annuelle de 3 400 GWh. La petite hydraulique offre encore des possibilités de développement allant jusqu'à 2 200 GWh/an.

## Puissance installée
La puissance installée des centrales hydroélectriques de la Suisse s'élève à 17 533 MW fin 2024, soit 6,7 % du total européen, au 6e rang des parcs hydroélectriques européens, derrière ceux de la Norvège (12,9 %), de la Turquie (12,5 %), de l'Espagne (8,7 %), de l'Italie (8,4 %) et de la France (7,8 %), et le 15e mondial, avec 1,2 % du total mondial, très loin derrière la Chine (435 950 MW) ; les centrales de pompage-turbinage représentent 23 % du parc suisse. Aucune nouvelle centrale n'a été mise en service en 2024.
En 2022, la Suisse s'est classée au 5e rang mondial pour ses mises en service en 2022 avec la centrale de pompage-turbinage de Nant de Drance 900 MW.
Les mises en service de 2021 ont totalisé 12 MW. Le gouvernement suisse a identifié de nombreux nouveaux sites potentiels et des possibilités de rehaussements de barrages, qui pourraient apporter 2 TWh de production supplémentaire avec des impacts minimaux sur la biodiversité et les paysages.
Les extensions réalisées en 2015 ont totalisé 71 MW et les centrales en construction fin 2015 représentaient une puissance supplémentaire de 2 486 MW.
La puissance installée était de 13 745 MW lors de l'année hydrologique 2014/2015, et les prévisions de l'OFEN sur son évolution sont de 13 815 MW pour 2015/2016, 15 350 MW pour 2016/2017 et 16 300 MW pour 2018/2019.
L'OFEN répartit les centrales en quatre catégories, avec leurs puissances et leurs productions moyennes escomptées :
- aménagements au fil de l'eau : 3 941 MW, 17 312 GWh ;
- aménagements à accumulation (dotés de réservoirs) : 7 966 MW, 17 295 GWh ;
- aménagements de pompage-turbinage mixte : 1 383 MW, 1 567 GWh ;
- aménagements de pompage-turbinage pur : 469 MW.

Les barrages d'accumulation sont des réservoirs situés en altitude. Les turbines, installées plus bas dans la vallée, sont alimentées par des conduites forcées, produisant de l'électricité grâce à la hauteur de chute d'eau entre le barrage et la turbine. Le mur de barrage crée un stockage d'énergie, cette énergie est transformée en énergie électrique et régulée en fonction de la demande. Certaines installations d'accumulation pratiquent aussi le pompage-turbinage. L'eau est pompée dans la vallée et remontée en altitude, lors des creux de consommation, pour être turbinée lors des pics de consommation.
Leur répartition par canton et par bassin fluvial est la suivante :
| Canton                       | Nombre de centrales | Puissance MW | Production GWh |
| ---------------------------- | ------------------- | ------------ | -------------- |
| Zurich                       | 14                  | 128,74       | 595,41         |
| Schaffhouse                  | 4                   | 47,53        | 279,55         |
| Berne                        | 64                  | 1 346,33     | 3 346,15       |
| Appenzell Rhodes-Extérieures | 3                   | 8,90         | 22,98          |
| Lucerne                      | 9                   | 8,52         | 52,71          |
| Appenzell Rhodes-Intérieures | 1                   | 3,87         | 10,76          |
| Uri                          | 23                  | 494,02       | 1 528,77       |
| Saint-Gall                   | 49                  | 426,85       | 616,64         |
| Schwytz                      | 15                  | 228,74       | 477,06         |
| Grisons                      | 103                 | 2 703,17     | 7 889,38       |
| Obwald                       | 12                  | 116,60       | 311,49         |
| Argovie                      | 29                  | 541,70       | 3 240,81       |
| Nidwald                      | 6                   | 45,32        | 158,97         |
| Thurgovie                    | 11                  | 10,73        | 60,37          |
| Glaris                       | 34                  | 629,58       | 933,54         |
| Tessin                       | 33                  | 1 450,36     | 3 547,39       |
| Zoug                         | 7                   | 22,42        | 70,58          |
| Vaud                         | 24                  | 334,71       | 814,02         |
| Fribourg                     | 13                  | 267,56       | 608,43         |
| Valais                       | 117                 | 4 577,85     | 9 679,27       |
| Soleure                      | 9                   | 87,67        | 545,22         |
| Neuchâtel                    | 13                  | 34,24        | 134,72         |
| Bâle-Ville                   |                     | 47,29        | 261,61         |
| Genève                       | 4                   | 136,53       | 647,63         |
| Bâle-Campagne                | 10                  | 53,59        | 303,00         |
| Jura                         | 5                   | 7,36         | 38,13          |
| Total                        | 612                 | 13 760,17    | 36 174,58      |

Puissance électrique maximale disponible et production moyenne annuelle escomptée, état au 1er janvier 2016
Les zones montagneuses ont permis la construction de grandes installations hydroélectriques, si bien que les cantons des Grisons et du Valais totalisent près de la moitié de la production à eux deux.
| Bassin | Nombre de centrales | Puissance MW | Production escomptée(GWh) |
| ------ | ------------------- | ------------ | ------------------------- |
| Rhin   | 147                 | 2 697,90     | 8 625,06                  |
| Aar    | 113                 | 1 902,77     | 5 855,16                  |
| Reuss  | 68                  | 708,00       | 2 324,30                  |
| Limmat | 75                  | 950,83       | 1 794,01                  |
| Rhône  | 142                 | 5 009,39     | 10 764,13                 |
| Tessin | 44                  | 1 745,60     | 4 497,71                  |
| Adda   | 12                  | 305,31       | 771,37                    |
| Inn    | 20                  | 437,54       | 1 525,34                  |
| Adige  | 2                   | 2,83         | 17,50                     |
| Total  | 623                 | 13 760,17    | 36 174,58                 |

Centrales existantes classées par bassin fluviaux, au 1er janvier 2016.

## Politique énergétique
La Loi sur l’énergie de 2008 comprend un tarif de rachat garanti pour les centrales hydroélectriques d’une capacité allant jusqu’à 10 MW.
Avec la Stratégie énergétique 2050, la Confédération s'est donné pour objectif de porter la production annuelle moyenne d'électricité issue de la force hydraulique à 37,4 TWh/an en 2035 et 38,6 TWh/an à l'horizon 2050.
Parmi les premières mesures prises dans le cadre de la Stratégie énergétique 2050, on note que les grandes centrales hydroélectriques (puissance supérieure à 10 MW), les rénovations ou les agrandissements notables de centrales hydroélectriques pourront obtenir des contributions d'investissement (jusqu'à 30 % des coûts d'investissement) ; par ailleurs, une prime de marché peut être sollicitée pour l'électricité produite par les grandes centrales hydroélectriques suisses lorsqu'elle doit être vendue sur le marché en dessous du prix de revient ; cette prime est plafonnée à 1 ct/kWh et les ressources globalement disponibles sont limitées ; la mesure est limitée à cinq ans. Enfin, les tribunaux devront désormais donner autant de poids à l'intérêt de l'utilisation d'énergies renouvelables qu'à l'intérêt de la protection de la nature et des paysages.

## Principaux barrages

Principaux aménagements hydroélectriques de Suisse
Installations hydroélectriques de la Grande Dixence.
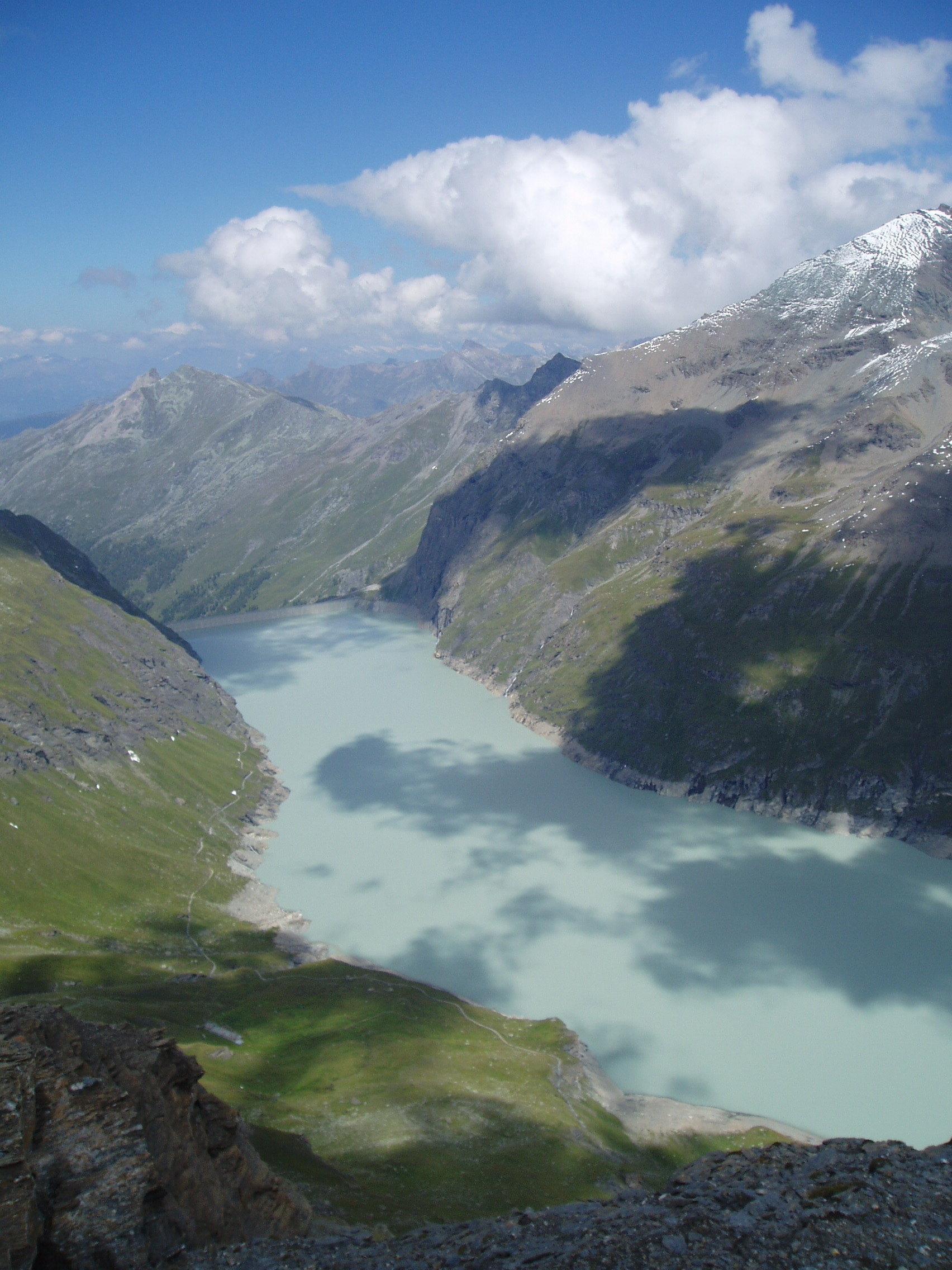
Grande Dixence et Lac des Dix.
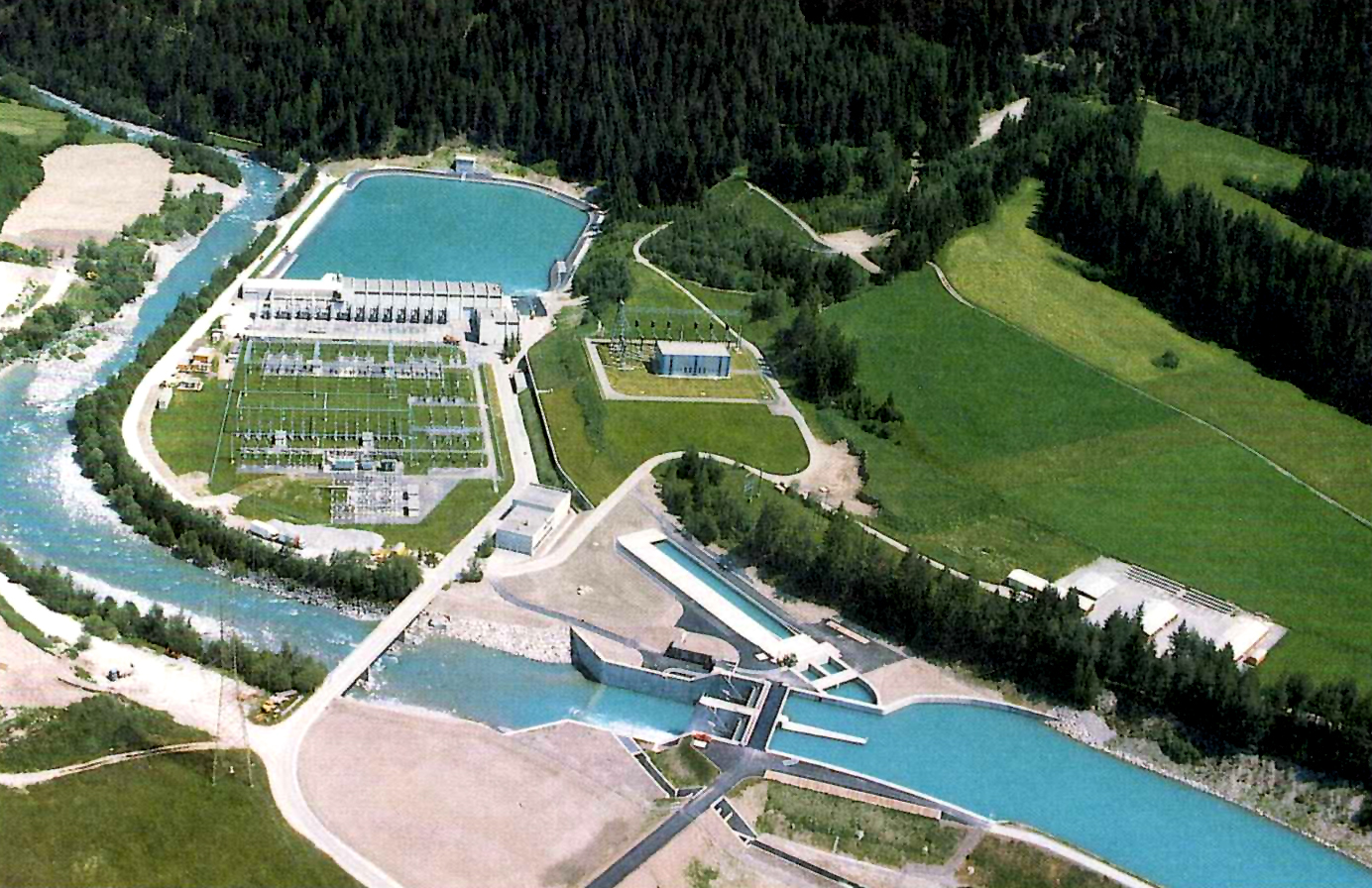
Centrale de Pradella.
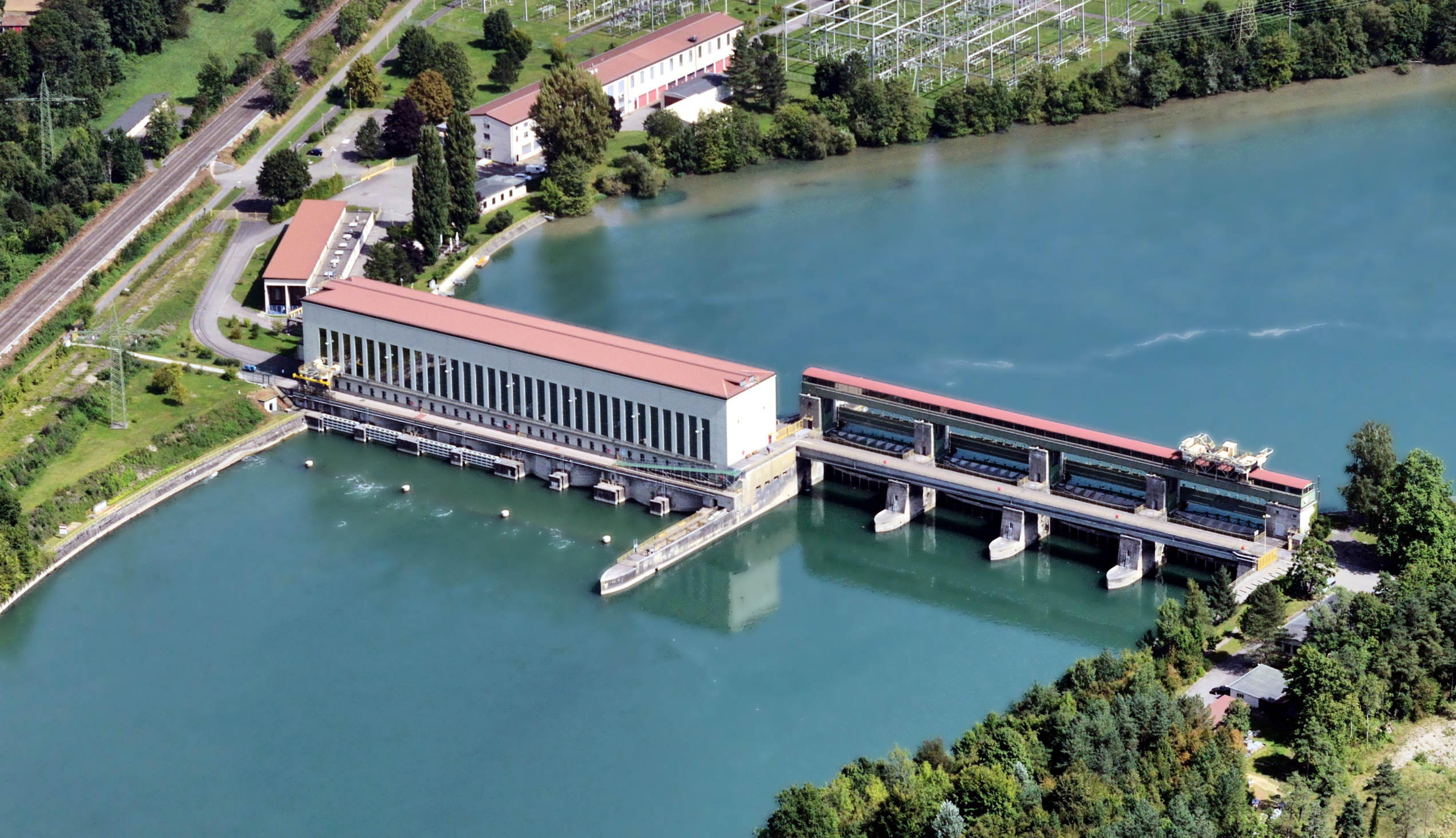
Centrale de Ryburg-Schwörstadt.
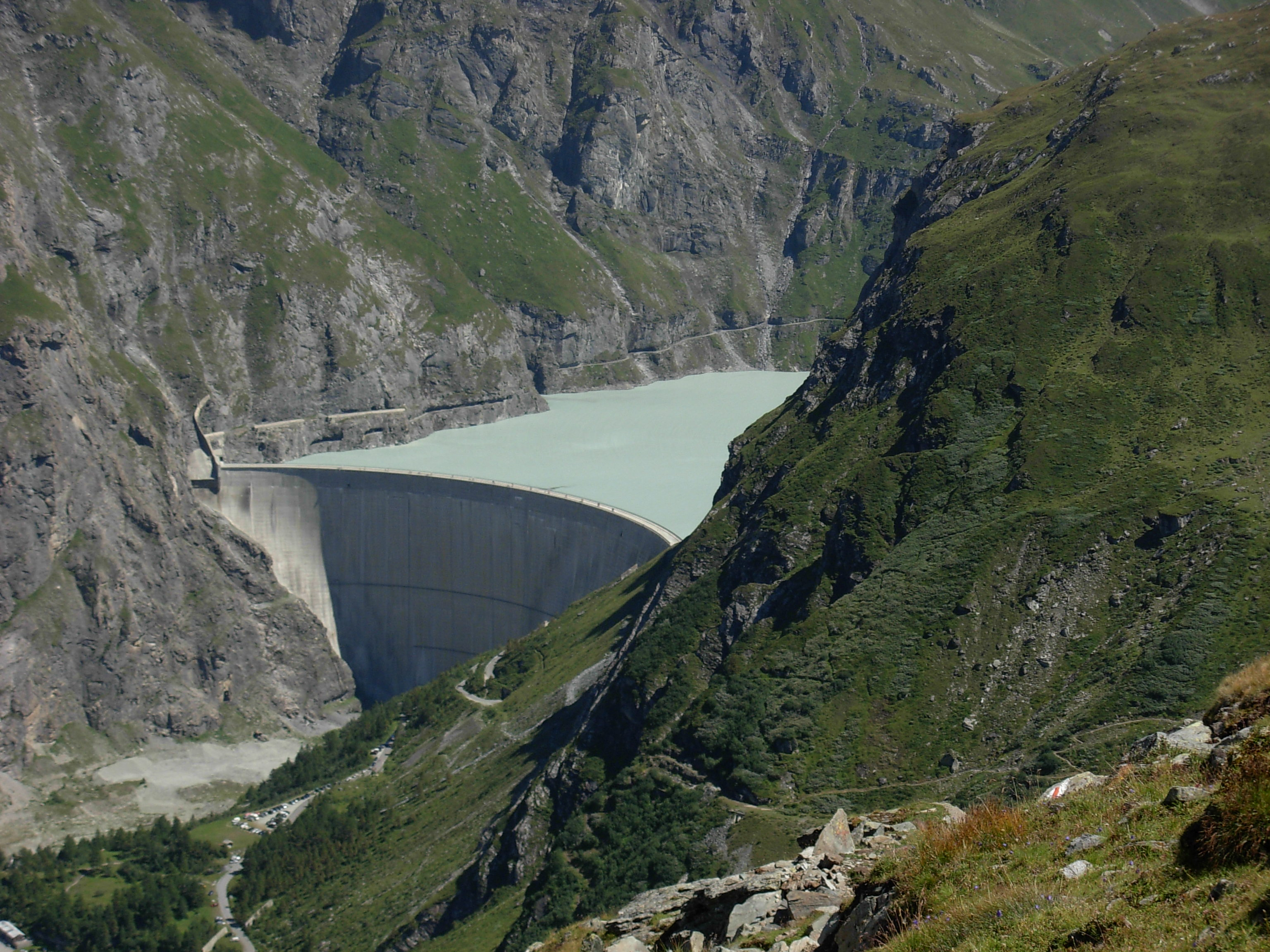
Barrage de Mauvoisin.
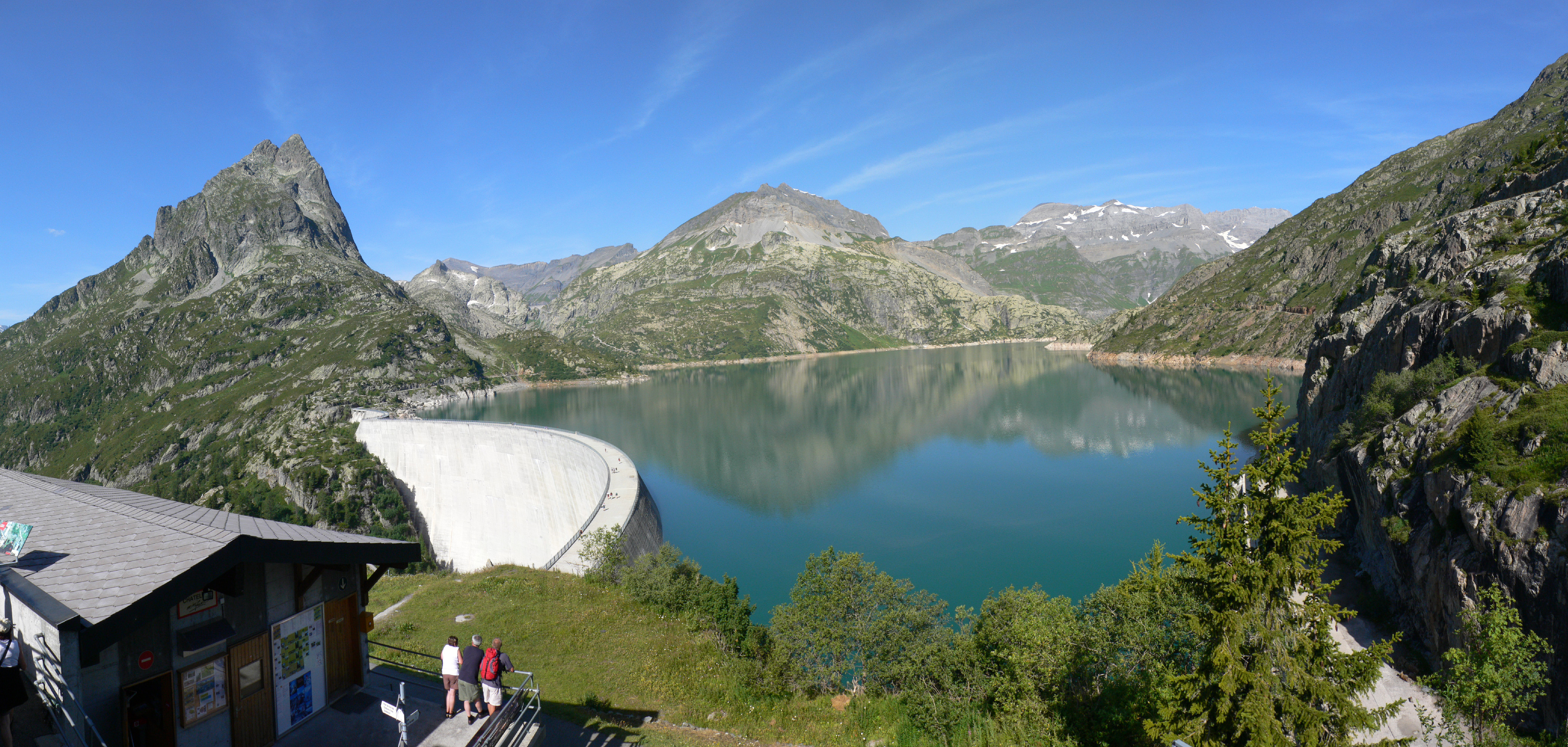
Barrage d'Émosson.

La Suisse dispose au 01.01.2016 de 612 centrales d'une puissance égale ou supérieure à 300 kW, totalisant une puissance de 13 760 MW et produisant en moyenne 36 175 GWh/an ; ses aménagements hydroélectriques les plus importants sont :
- Grande Dixence (centrales de Bieudron 1 269 MW, Nendaz 390 MW et Fionnay 290 MW [15]), dont la production en 2020 a été de 2 458 GWh[16], soit 6,05 % de la production hydroélectrique du pays.
- Pradella sur l'Inn (Engadine) : 1 020 GWh.
- centrales du Rhin, sur la frontière avec l'Allemagne, Laufenburg 315 GWh, Ryburg-Schwörstadt 350 GWh et Rheinfelden 300 GWh ainsi que Kembs en France 171 GWh (parts suisses des productions escomptées).
- Mauvoisin : centrale de Riddes (225 MW, 688 GWh), Fionnay (138 MW) et Chanrion (28 MW)[17].
- Émosson, la production du barrage d'Émosson est partagée par moitié avec la France : 207,5 GWh à Martigny-La Bâtiaz et 205 GWh à Châtelard-Vallorcine (France).

En Suisse, on compte 25 barrages de plus de 100 mètres de haut et 4 barrages d'une hauteur supérieure à 200 mètres : Grande Dixence (285 m), Mauvoisin (250 m), Luzzone (225 m) et Contra (220 m).

## Centrales de pompage-turbinage

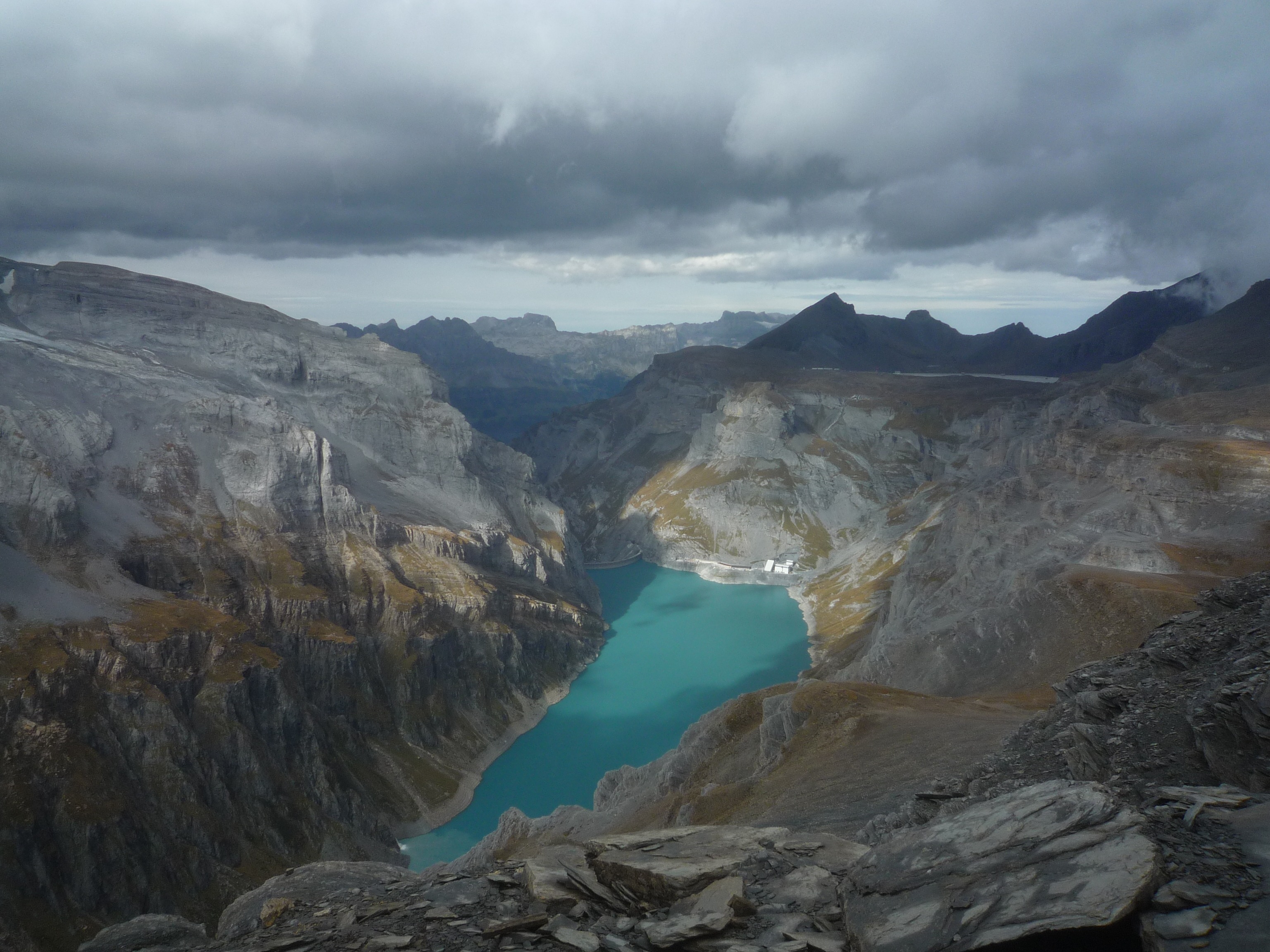
Lac de Limmern et barrage du Muttsee en haut à droite, octobre 2014.

La Suisse occupe le 5e rang européen pour les centrales de pompage-turbinage avec 4 055 MW en 2024, soit 7,2 % du total européen, contre 9 449 MW en Allemagne, 7 256 MW en Italie, 5 650 MW en Espagne et 5 187 MW en France.
La centrale de Nant de Drance (900 MW) a été mise en service en 2022 avec 6 turbines de pompage Francis à vitesse variable et une capacité de stockage de 20 GWh.
En 2021, la Suisse était au 6e rang européen pour les centrales de pompage-turbinage avec 3 029 MW, soit 5,5 % du total européen.
En 2019, la construction de la centrale de Nant de Drance (900 MW) a franchi l'étape du premier remplissage du réservoir.
La seconde phase du projet de pompage-turbinage de Hongrin-Léman, également nommé « centrale de pompage-turbinage de Veytaux », s'est achevée en 2017, portant la capacité de cet aménagement de 240 MW à 480 MW, le deuxième plus puissant du pays. Il est situé sur la rive du lac Léman ; son réservoir supérieur est le Lac de l'Hongrin, 800 mètres plus haut. Le projet FMHL+ consistait à ajouter deux groupes de 120 MW chacun, installés dans une nouvelle caverne ; les travaux avaient démarré le 7 avril 2011
La capacité de pompage-turbinage de la Suisse s'est accrue de 1 000 MW en 2016 grâce à la mise en service du complexe de Linth-Limmern ; elle va augmenter encore grâce au projet de Nant de Drance (900 MW) qui sera mis en service progressivement à partir de 2018 ; l'eau sera pompée du lac d'Émosson vers le lac du Vieux-Émosson,,.
Le complexe de Linth-Limmern, dans la vallée de la Linth comprenait déjà une centrale de pompage-turbinage de 140 MW entre le lac de Limmern et la centrale de Tierfehd, et a été complété par le projet Linthal 2015 qui ajoute 1 000 MW entre les lacs de Limmern et de Mutt, 600 mètres plus haut.
Plus de 3 000 MW étaient en cours de construction fin 2015, en incluant le projet Linthal 2015 : extension des réservoirs inférieur et supérieur et régularisation des débits pour les centrales situées à l'aval, et le projet de Nant de Drance ; deux autres projets majeurs sont programmés pour 2019 : Lago Bianco (900 MW) et Grimsel 3 (660 MW).